# Sabahattin Ali
Sabahattin Ali (n. 25 februarie 1907, Ardino, Imperiul Otoman – d. 2 aprilie 1948, Kırklareli, Turcia) a fost un scriitor, poet și profesor turc.

## Viața

### Copilăria și adolescența
Sabahattin Ali a fost întâiul născut al ofițerului Selahattin Ali și al doamnei Hüsniye. Acesta s-a născut în anul 1907 în regiunea Eğridere (actualul Ardino din Bulgaria). Copilăria sa este marcată atât de probleme familale, cât și de dificultățile Primului Război Mondial, una dintre ele fiind prima mutare a sa împreună cu părinții în Çanakkale, ca urmare a detașării tatălui său acolo, în cadrul armatei. Aici începe să studieze la Școala Primară din Çanakkale (turcă Çanakkale İbtidai Mektebi), însă, din cauza mobilizării pentru război, școala se închide. Deoarece tatăl său află că are probleme cardiace, după război acesta se retrage din armată și familia sa se mută la Izmir, unde tatăl său se ocupă de teatru și cazinouri. Mai apoi, Izmirul fiind ocupat de greci, se mută cu toții în Edremit, iar Sabahattin Ali contribuie la susținerea familiei prin vânzarea de mărfuri și bunuri, reușind totodată să termine Școala Primară din Edremit (turcă Edremit İbtidai Mektebi).
După ce rămâne un an la Istanbul alături de unchiul său, se înscrie la Școala Pedagogică din Balıkesir (turcă Balıkesir Muallim Mektebi), unde scrie pentru prima dată poezii și povestiri în revistele școlii, Akbaba și Çağlayan. Ulterior, este aproape exmatriculat din cauza unei vizite pe ascuns la teatru, iar din această cauză se transferă în 1926 la Școala Pedagogică din Istanbul (turcă İstanbul Muallim Mektebi), unde continuă să scrie sub îndrumarea profesorului său, Ali Canip.

### Cariera sa
După absolvire, în anul 1927, Sabahattin Ali se mută la Ankara, iar apoi devine profesor la o școală din Yozgat. Rămâne însă aici doar un an, plângându-se în mod constant de atmosfera de provincie a așezării, de restricțiile orașului mic și de absența unei vieți intelectuale autentice, fapt ce îl determină să se retragă în singurătate și să se refugieze în scris. În această perioadă începe să scrie poezie și să publice la diverse periodice locale.

#### Plecarea în Germania
În acea perioadă, absolvenții școlilor de formare a cadrelor didactice erau trimiși de către stat în străinătate pentru a suplini deficitul de profesori de limbi străine, iar Sabahattin Ali pleacă în Germania. În 1928, începe cursurile de limbi străine la Postdam, unde învață despre literatura occidentală, în special despre scriitorii ruși. Aici Sabahattin Ali învață limba germană, însă nu reușește să se adapteze locului, așa că, deși programul era de patru ani, se întoarce din Germania după mai puțin de doi ani.

#### După întoarcerea din Germania

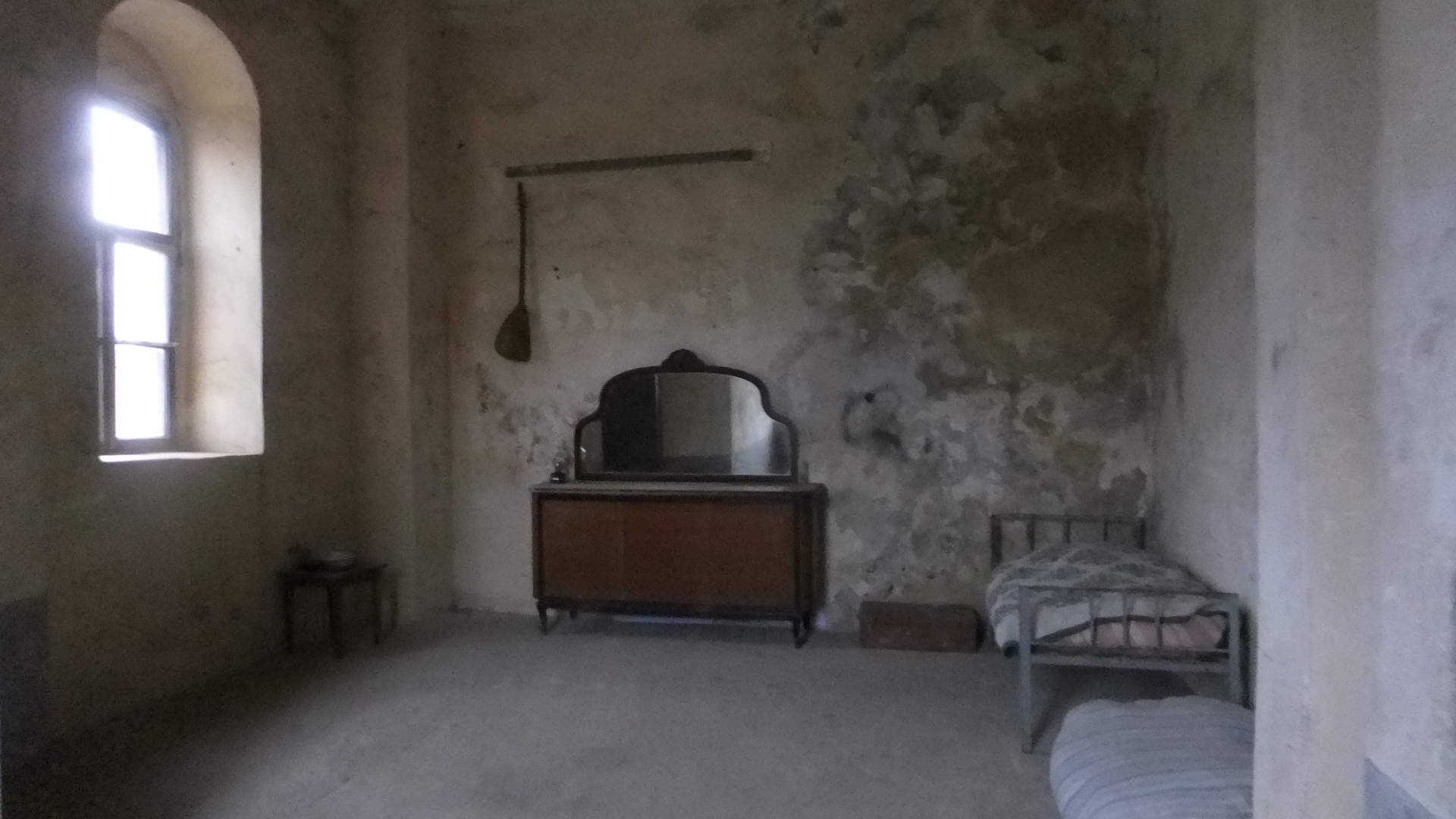
Închisoarea istorică din Sinop

În septembrie 1930, după ce se întoarce din Germania, Sabahattin Ali primește un certificat de la Institutul de Educație Gazi (turcă Gazi Terbiye Enstitüsü) în urma promovării unui examen de germană și este numit profesor de germană la Școala Gimnazială din Aydın (turcă Aydın Orta Okulu). Mai apoi, Sabahattin Ali este judecat sub acuzația că face propagandă comunistă și este încarcerat timp de 3 luni, până când este disculpat în 9 septembrie 1931. În 30 septembrie 1931, este trimis ca profesor la Școala Gimnazială din Konya (turcă Konya Orta Okulu) și este arestat și condamnat la 14 luni de închisoare din cauza unei satire pe care ar fi citit-o la o ședință. Astfel, pe data de 22 decembrie 1932 este arestat și închis în închisoarea din Konya, iar pe data de 12 mai 1933 este trimis la închisoarea din Sinop. La 29 octombrie 1933, beneficiază de amnistia anunțată cu ocazia celei de-a zecea aniversări a Republicii și este eliberat după 10 luni și 7 zile. După repetate încercări, la 30 septembrie 1934, se întoarce în serviciul public la Departamentul de Educație Națională și Formare Profesională, din care fusese concediat din cauza încarcerării. Sabahattin Ali este repartizat la Cercul de Publicații, unde oferă și lecții de germană. Întrucât nu mai are probleme financiare, intră într-o perioadă de calm.
După primul său serviciu militar, Ali este numit profesor de turcă la Școala Pedagogică de Muzică din Ankara (turcă Ankara Musiki Muallim Mektebi). În același an se transferă la Conservatorul de Stat, unde lucrează și ca asistent al lui Karl Ebert. În anii următori, lucrează și la Biroul de Traduceri și la Institutul de Limba Turcă (turcă Türk Dil Kurumu).

### Căsătoria
După ce una dintre fostele sale iubite se căsătorește și după ce doamna Ayșe îi respinge cererea în căsătorie pe care i-o făcuse printr-o scrisoare, Sabahattin Ali o întâlnește pe doamna Aliye în 1932 în casa farmacistului istanbulez Salih Bașotaç. Tatăl lui Aliye nu dorește inițial să o căsătorească cu Sabahattin Ali pentru că acesta are cazier judiciar. Cu toate acestea, mai târziu permite căsătoria la insistențele lui Aliye, iar căsătoria celor doi este oficializată la 16 mai 1935 în Kadıköy. Ulterior, Sabahattin Ali și soția sa călătoresc la Ankara și se stabilesc în Blocul Menekșe din Ulus.

### Armata
La vârsta de 30 de ani, în 1 mai 1937, Sabahattin Ali își începe serviciul militar la Academia Militară din Istanbul (turcă Istanbul Harbiye). Când află că va fi numit sergent în timp ce studiază pentru a deveni ofițer de rezervă, panicat, merge la Ankara să se întâlnească cu Saffet Arıkan, cu ajutorul căruia este numit ofițer de rezervă la Eskișehir și rămâne acolo până la terminarea stagiului militar, pe 1 mai 1938. Din cauza celui de-Al Doilea Război Mondial, face din nou serviciul militar timp de patru luni în noiembrie 1939 și o lună și jumătate în septembrie 1944.

## Ultimii ani și moartea
În ultimii ani ai vieții sale, iese în evidență și prin dezbaterile pe care le are cu naționaliștii turci, în special cu scriitorul turcist-turanist Nihal Atsız, tensiunea dintre cei doi crescând treptat. În incidentele care au urmat, tipografia ziarului Yeni Dünya („Lumea nouă”), al cărui cofondator este Sabahattin Ali, devine nefuncțională. În aceste circumstanțe, Sabahattin Ali se implică mai mult în politică, iar atitudinea sa critică și dură se reflectă în povestirile sale din Sırça Köșk („Palatul de sticlă”), în articolele sale din Marko Pașa și din revistele succesoare ale acestuia, Merhum Pașa, Malum Pașa și Ali Baba. Deși nu scrie el toate articolele, sunt intentate procese de defăimare împotriva sa deoarece era responsabil de revistă și este condamnat în cadrul a două dintre ele. După finalizarea sentinței în cazul „Cemil Sait Barlas”, este eliberat din închisoarea Üsküdar Pașakapısı trei luni mai târziu. Apoi este trimis la închisoarea Sultanahmet pentru articolul său, „Pe coridoarele justiției” (Adalet Koridorlarında). Perioada în care Sabahattin Ali este tipograf și scriitor la Istanbul este una agitată, presărată cu muncă la reviste și sancțiuni. Din cauza lipsei de bani și a refuzului comercianților de a distribui revistele, nu mai poate să le publice. Prin urmare, Sabahattin Ali vinde mașina de tipărit, vrând să cumpere un camion. Banii rămași după plata datoriilor nu sunt însă suficienți. Totuși, cumpără camionul pe numele unei femei bogate, Melek, și începe să lucreze ca transportator, având pierderi și în această afacere.
Sabahattin Ali vrea să plece în străinătate după perioada Marko Pașa, însă acest lucru nu se poate realiza deoarece nu i se dă pașaport. Plănuiește să plece în străinătate folosindu-se de afacerea lui de transport, iar după ce face pregătirile necesare, pleacă spre Kırklareli cu un camion împreună cu Ali Ertekin, care avea să îl ghideze în încercarea de a trece granița în Bulgaria. În noaptea zilei de 1 aprilie 1948 în care urmau să treacă granița, Ali Ertekin îl ucide însă pe Sabahattin Ali lovindu-l cu un lemn în cap. Cadavrul său este găsit patru luni mai târziu de un cioban, dar nu poate fi recunoscut. Ali Ertekin, care este implicat într-o rețea de trafic de persoane către Bulgaria și prins de autorități, mărturisește crima în mărturia sa din 28 decembrie.

## Viziunea politică
Sabahattin Ali și-a început viața intelectuală cu turcismul lui Ziya Gökalp și a fost influențat de această idee. Ali merge în Germania, unde este numit „socialist” sau „comunist” din cauza ideilor sale, însă, conform scriitorului Nihal Atsız, este trimis înapoi în Turcia ca urmare a agresării unui german care insultase turcitatea. După ce se întoarce acasă în 1930, Sabahattin Ali nu a fost de partea niciunei linii politice. Totuși, în timp ce se afla în Germania, artistul a avut ocazia să cunoască cultura marxistă în linii mari, iar mai târziu, lucrările sale au inclus constant această idee. Nu ideea în sine l-a interesat și influențat, ci reflectările ei în operele literare într-o manieră vulgarizată.
Din cauza necazurilor la care a fost expus în viața personală, opoziția lui impulsivă față de unele dintre problemele vieții i-a făcut cunoștință cu viața de închisoare. Astfel, ajunge să fie numit „comunist”, lucru de care el însuși se plânge. Mai târziu, pe când lucrează ca profesor în Konya, este arestat, iar dosarul său de funcționar public este anulat pe motiv că ar fi satirizat în mod implicit liderii statului într-o poezie pe care a recitat-o într-o adunare. După acest incident, Sabahattin Ali adoptă o atitudine mai activă și mai critică față de guvernul unic de la acea vreme.
Poetul Nazım Hikmet a scris în 1952 în revista Novoyo Vremya („Vremuri noi”) la Moscova: „(Sabahattin Ali)… nutrea o dragoste profundă pentru Uniunea Sovietică”. Dar Nazım Hikmet nu prezintă niciun mijloc de exprimare a acestei iubiri. Trebuie subliniat faptul că în operele lui Sabahattin Ali nu se găsește, conform lui Ramazan Kormaz, nici măcar un semn al acestei „iubiri profunde”, nici măcar cel mai mic indiciu.
Între anii 1944-1948, în scrierile sale din publicații precum Marko Pașa, Yurt ve Dünyam, Merhum Pașa, Ali Baba etc., Sabahattin Ali a subliniat necesitatea de a produce politici bazate pe guvernarea națională, în viziunea sa capitaliștii străini urmând să inaugureze o a doua eră a capitulațiilor în Turcia și să afecteze independența țării. Ali avertiza că administratorii necalificați și semi-intelectualii vor vinde țara imperialismului american și britanic pentru propriile interese și că acest lucru va avea consecințe periculoase.
În general, Sabahattin Ali a afișat o atitudine dură și critică față de regimul partidului unic și a descris activitățile partidului ca fiind opresive, neezitând să facă cele mai dure critici la adresa acestuia. În plus, chiar lucrarea sa alegorică Sırça Köșk („Palatul de sticlă”) este cea mai grea satiră simbolică îndreptată împotriva guvernului. În scrierile sale, de asemenea, s-a opus ideilor precum rasismul și turanismul, precum și credinței religioase corupte și chiar gândirii religioase declarate fățiș. Latura marxistă a lui Sabahattin Ali s-a reflectat în operele sale literare, fără a fi considerate însă de acesta ca fiind un stil de viață.
Așadar, se poate spune că Sabahattin Ali este un artist cunoscut ca fiind socialist. Cu toate acestea, nu s-a angajat pe deplin în socialism, nu a îmbrățișat pe deplin marxismul și nici nu l-a ales ca pe un mod de viață. Dintr-un motiv oarecare, în evaluările ideologice ce i-au fost făcute, acest aspect a primit mai multă atenție, a fost în mod constant adus în prim-plan într-un mod exagerat și s-a încercat ca latura sa artistică să fie ignorată și uitată. A fost influențat de marxism în forma sa vulgarizată în operele literare și, din cauza culturii sale marxiste incomplete a fost deseori criticat de adevărații apărători ai marxismului, ba chiar i s-a refuzat intrarea în Partidul Muncitorilor și Țăranilor din Turcia, la care a vrut să adere mai târziu, pe motiv că nu era de încredere. De-a lungul întregii sale vieți nu a fost niciodată membru al vreunei organizații secrete și nu s-a implicat niciodată în vreo activitate subversivă.

## Concepțiile sale artistice și literare
Deși Sabahattin Ali a considerat la început că arta, în special literatura, este „o expresie de bun augur sau inconștientă a condițiilor societății în care trăim”, mai târziu a contestat faptul că arta a rămas doar o reflecție aridă, considerând că arta trebuie să aibă un scop și percepând-o într-un mod funcțional. În poveștile pe care le-a publicat după ce s-a întors în țară, se vede că autorul se află la o răscruce în ceea ce privește înțelegerea literară. Poveștile romantice pe care le-a scris între 1928 și 1930 sunt treptat înlocuite de povești cu un conținut social mai accentuat: „Literatura, și chiar arta în general, după părerea mea, este prezentarea și anticiparea unei idei și a unui bun pe care artistul l-a gândit și l-a auzit, cu alte cuvinte, este un fel de propagandă. Niciodată nu am fost convins că arta este lipsită de scop. Arta are un scop unic și clar, acela de a ridica oamenii la mai bine, la mai frumos, de a trezi în oameni dorința acestei înălțări.” Când arta încetează să mai fie doar o reflecție și își asumă anumite misiuni, artistul trebuie și el să se debaraseze de individualism, să se întoarcă la viață, la mediul său, să scrie și să realizeze arta sa luând și oferind multe lucruri din mediu. Ceea ce vrea să exprime Sabahattin Ali prin cuvântul „mediu” sunt masele de oameni. Arta nu ar trebui să fie detașată de oameni, de popor.
Cu toate acestea, într-un interviu cu Sabahattin Ali din anul 1938 se poate observa faptul că viziunea sa asupra artei este mai matură, scriitorul evaluând arta poeziei într-o manieră mai cuprinzătoare. Acesta ține cont și de ceea ce presupune genul poeziei, nu vede literatura strict ca pe o metodă de propagandă: „Cred că nu există o poezie veche și una nouă. Poezia bună, cu siguranță, adaugă ceva la ființa umană, uneori acest ceva este un impuls, alteori este o emoție care ne face să ne dorim să ne dezvoltăm.”
Deoarece arta lui Sabahattin Ali are ca material principal limbajul, acestuia i se acordă o mare importanță. Ali se opune oricărui element extrem în limbaj. Deoarece limba este un mijloc de înțelegere și de comunicare cu masele, ea trebuie să fie în primul rând inteligibilă, clară, simplă și fără ornamente. Din acest motiv, Sabahattin Ali are mare grijă ca limbajul pe care îl folosește în propriile opere să fie conform acestor criterii.

### Romanele sale
Sabahattin Ali a scris în total trei romane, toate fiind inițial publicate în foileton, iar abia ulterior publicate în volume.
Tema cel mai des întâlnită în romanele sale este dragostea, iar mai apoi căsătoria. Pe lângă acestea se mai pot menționa și incompatibilitatea cu mediul și viața socială, lipsa de comunicare și problemele care rezultă din aceasta. De asemenea, un lucru repetitiv în romanele sale este faptul că personajele care cad în pesimism se închid în ele și aleg singurătatea, iar salvarea este căutată în refugiul în natură și în fugă.
Romanele sale prezintă relațiile din oraș, precum și relațiile dintre țărani, muncitori, comercianți, negustori și organele de stat. Astfel, ca teme apar și nedreptatea socială, disfuncția birocrației și corupția din toate domeniile.

### Povestirile sale
Sabahattin Ali a publicat în anul 1935 în prima sa carte de povestiri numită Değirmen („Moara”) 16 povestiri, în 1936 în cartea Kağnı („Trăsura”) 13 povestiri, în 1937 în cartea Ses („Vocea”) 5 povestiri, în 1943 în volumul Yeni Dünya („Lumea nouă”) 13 povestiri, iar în 1947 în Sırça Köșk („Palatul de sticlă”) 13 povestiri. Astfel, totalul de povestiri publicate de Sabahattin Ali în cadrul unor volume este de 60 de povestiri. De asemenea, în ultima sa carte există un capitol separat numit Masallar („Basme”), care conține 4 basme.
Pe lângă toate acestea, prima sa povestire, Yangın („Incendiul”) și povestirea cu titlul O Arkadașım („Acel prieten al meu”) nu au făcut parte din niciuna dintre cărțile sale. De asemenea, alte trei povestiri de-ale sale au fost publicate într-o carte care adună lucrările lui. Astfel, totalul de povestiri scrise de Sabahattin Ali este, de fapt, de 64 de povestiri, fără să fie incluse și basmele.
Principalele subiecte și teme din povestirile lui Sabahattin Ali sunt iubirea, dragostea; femeia; satul, țăranul și problemele vieții la sat; închisoarea; muncitorii și problemele lor etc.
1. Iubirea, dragostea
Această temă este găsită în majoritatea povestirilor sale. În povestirile lui Sabahattin Ali, iubirea se răsfrânge asupra tuturor personajelor: poate fi vorba despre iubire romantică sau pur și simplu iubire care este îndreptată către copii, femei căzute, bărbați deznădăjduiți. De asemenea, și natura și animalele care fac parte din ea își au propria lor doză de iubire.
2. Femeia
O parte din povestirile lui Sabahattin Ali abordează tematica femeii. Uneori este vorba despre o fată neajutorată care o ia pe o cale rea, uneori este vorba despre o femeie căsătorită care este abuzată de un jandarm, iar alteori este vorba despre femeile care distrează bărbații în diverse orgii. La acestea pot fi adăugate și femeile care sunt cântărețe și actrițe, care fac parte din grupurile de teatru care vin prin orașe.
3. Satul, țăranul și problemele vieții la sat
În povestirile care se leagă de viața țăranului, Sabahattin Ali face referire la importanța pământului, la problemele țăranului, una dintre ele fiind sărăcia și necesitatea de a merge la oraș pentru a munci.
4. Închisoarea
Întrucât Sabahattin Ali a fost încarcerat de mai multe ori din diverse motive, el a scris în povestirile sale observații despre închisori și deținuți. O trăsătură izbitoare reflectată în povestirile sale este numărul mare de persoane care comit infracțiuni. Crimele sunt comise cu ușurință, însă remușcările făptașilor nu se prea văd.
5. Muncitorii și problemele lor
Muncitorii din povestirile lui Sabahattin Ali sunt cei care lucrează acasă, la câmp, în cimitir, ca șoferi etc. Munca în fabrică nu este încă foarte răspândită, dar se observă că munca în fabrică este de preferat. Totuși, există probleme, cum ar fi faptul că oamenii se uzează mai repede și se produc accidente de muncă.

### Poeziile și piesele sale de teatru
Sabahattin Ali a scris un număr de 76 de poezii, dintre care 28 se află în cartea cu titlul Dağlar ve Rüzgar („Munți și vânt”). Poeziile lui Sabahattin Ali sunt compuse din strofe formate din trei versuri, catrene sau un număr diferit de versuri, însă niciuna dintre poeziile sale nu sunt sub forma unei singure strofe lungi în care versurile să nu fie despărțite. Poeziile alcătuite din strofe de câte trei versuri sunt nouă la număr, iar cele care sunt formate din catrene sunt 50.
În ceea ce privește tematica regăsită în poeziile lui Sabahattin Ali, din nou se poate observa dragostea, închisoarea, teme sociale etc. De asemenea, în poeziile sale este mereu regăsit pesimismul. Spre exemplu, până și dragostea prezentată în poeziile sale este pesimistă, deoarece nu este reciprocă. De asemenea, singurătatea este unul dintre sentimentele prezente adesea în poeziile lui Sabahattin Ali. Eul liric este singur, pentru că a fost părăsit, nu are prieteni, nu are pe nimeni în care să poată avea încredere. El este pesimist pentru că trăiește într-o lume dominată de minciună, unde totul este artificial, totul este spectacol. De asemenea, eul liric este lipsit de speranță, pentru că, pe măsură ce ajunge să cunoască ființa umană, se îndepărtează de ea. În cele din urmă, el se bazează pe el însuși. Din punctul acesta de vedere, poeziile sunt un mijloc prin care să se exprimă sentimentele.
Sabahattin Ali are o singură piesă de teatru publicată, care este intitulată Esirler („Prizonierii”) și este formată din trei acte.

## Opere
Romane
Kuyucaklı Yusuf (1937) („Yusuf din Kuyucak”)
İçimizdeki Șeytan (1940) („Diavolul din noi”)
Kürk Mantolu Madonna (1943) („Madona în haină de blană”)
Povestiri
Değirmen (1935) („Moara”)
Kağnı (1936) („Trăsura”)
Ses (1937) („Vocea”)
Yeni Dünya (1943) („Lumea nouă”)
Sırça Köșk (1947) („Palatul de sticlă”)
Poezii
Dağlar ve Rüzgâr (1934) („Munți și vânt”)
Kurbağanın Serenadı (1937) („Serenada broaștei”)
Öteki Șiirler (1937) („Celelalte poezii”)
Piesă de teatru
Esirler (1936) („Prizonierii”)